# Phillip Gould

a Compétitions nationales et continentales officielles uniquement.

Phillip Gould  dit Gus, né le 24 janvier 1958 à Sydney (Australie), est un joueur de rugby à XIII devenu entraîneur, consultant et manager.
Natif de Sydney, il fait ses débuts en tant que joueur aux Penrith Panthers dans le Championnat de Nouvelle-Galles du Sud, puis connaît des passages par les clubs de Newtown Jets, Canterbury Bulldogset les South Sydney Rabbitohs dans les années 1970 et 1980. Il entreprend ensuite une carrière d'entraîneur avec succès, il remporte le Championnat de Nouvelle-Galles du Sud avec Canterbury en 1988 puis avec Penrith en 1991. Ces succès lui permettent d'être nommé entraîneur de Nouvelle-Galles du Sud à deux périodes, entre 1992 et 1996 puis 2002 à 2004, dans le cadre du State of Origin.
Après cela, il entame une carrière en tant que directeur général et officie chronologiquement aux Sydney Roosters, Penrith Panthers, St. George Illawarra, New Zealand Warriors et Bulldogs de Canterbury-Bankstown.